# Perehnoiiv, Zolociv
Perehnoiiv (în ucraineană Перегноїв) este localitatea de reședință a comunei Perehnoiiv din raionul Zolociv, regiunea Liov, Ucraina.

## Demografie
Componența lingvistică a localității Perehnoiiv
     Ucraineană (100%)
Conform recensământului din 2001, toată populația localității Perehnoiiv era vorbitoare de ucraineană (100%).